# Warlock (datorspel)
Warlock är ett plattforms-actionspel baserat på 1989 års långfilm med samma namn. Spelet släpptes av Acclaim Entertainment till Sega Mega Drive och SNES den 15 augusti 1995.

## Handling
Vart tusende år möts Solen och Månen på himlen. Då detta sker sänder den elake "Evil One" sin ende son, Warlock, till Jorden för att samla sex uråldriga runstenar. Tillsammans kan runstenarna användas för att ogöra Jordens skapelse. Med hjälp av magi ärvd från sina förfäder, måste en modern druid resa genom tiden för att hindra Warlock från att hitta alla runstenar.

### Fotnoter
1. ↑  ”Warlock (information)”. IGN. http://www.ign.com/games/warlock/snes-8347. Läst 11 november 2013.